# Iwanofrankiwska Obwodowa Administracja Państwowa
Iwanofrankiwska Obwodowa Administracja Państwowa – obwodowa administracja państwowa (ODA), działająca w obwodzie iwanofrankiwskim Ukrainy.

## Przewodniczący ODA
- Mychajło Wyszywaniuk (od 26 lutego 1997 do 3 lutego 2005)
- Roman Tkacz (od 4 lutego 2005 do 22 października 2007)
- Mykoła Palijczuk (od 23 października 2007 do 18 marca 2010)
- Mychajło Wyszywaniuk (od 27 marca 2010 do 7 listopada 2013)
- Wasyl Czudnow (od 8 listopada 2013 do 2 marca 2014)
- Andrij Trocenko (od 2 marca 2014 do 9 września 2014)
- Ołeh Honczaruk (od 9 września 2014)